# NK Celje
NK Celje (celým názvem Nogometni klub Celje, česky fotbalový klub Celje) je slovinský fotbalový klub sídlící ve městě Celje. Byl založen roku 1919, hřištěm mužstva je Stadion Z'dežele s kapacitou 13 059 diváků.